# Guzmania morreniana
Guzmania morreniana är en gräsväxtart som först beskrevs av Jean Jules Linden och Charles Jacques Édouard Morren, och fick sitt nu gällande namn av Carl Christian Mez. Guzmania morreniana ingår i släktet Guzmania och familjen Bromeliaceae. Inga underarter finns listade i Catalogue of Life.